# 岡山 (新潟市)
岡山（おかやま）は、新潟県新潟市東区の町字。郵便番号は950-0821。

## 概要
1889年（明治22年）から現在までの大字。阿賀野川左岸、石山からの砂丘最東端に位置する。
もとは安土桃山時代から1889年（明治22年）まであった岡山村の区域の一部で、地名の由来は、南端の船着き場である観音堂で備前岡山の船頭某が難破したときに、船首の本尊である観音菩薩を海上安全の守護として丘上に祭ることを祈願して世を去ったことによる。
域内のうち白新線の南側に沿って住宅地となっている他は農地である。
また、白新線の北側区域の大半が新潟原動機の主力工場である新潟工場及び関連工場の敷地となっている。

### 隣接する町字
北から東回り順に、以下の町字と隣接する。
- 大形本町
- 石動
- 本所
- 江南区江口
- 江南区西野
- 新岡山
- 児池
- 東中島
- 逢谷内

## 歴史
1599年（慶長4年）。小林某外6人が開発。岡山新田、岡山興屋とも称した。

### 分立した町字
1889年（明治22年）以後に、以下の町字が分立。
新岡山（しんおかやま）
1979年（昭和54年）に分立した町字。

### 年表
- 1889年（明治22年）4月1日 : 合併により日本岡村の大字となる。
- 1901年（明治34年）11月1日 : 合併により大形村の大字となる。
- 1943年（昭和18年）6月1日 : 合併により新潟市の大字となる。
- 2007年（平成19年）4月1日 : 新潟市の政令指定都市移行により、東区の大字となる。

## 世帯数と人口
2018年（平成30年）1月31日現在の世帯数と人口は以下の通りである。
| 大字 | 世帯数  | 人口  |
| ---- | ------- | ----- |
| 岡山 | 102世帯 | 292人 |

## 小・中学校の学区
市立小・中学校に通う場合、学区は以下の通りとなる。
| 番地                                                            | 小学校                 | 中学校               |
| --------------------------------------------------------------- | ---------------------- | -------------------- |
| 55～143番地 149～217番地 266～268番地 322～326番地 347～379番地 | 新潟市立東中野山小学校 | 新潟市立東石山中学校 |
| 144～148番地 327～346番地 553～1549番地                         | 新潟市立大形小学校     | 新潟市立大形中学校   |

## 主な企業・施設
- 新潟原動機 新潟内燃機工場

## 交通

### 鉄道・バス
- 東日本旅客鉄道（JR東日本） ■白新線
  - 大形駅（1101番地）

### バス
- 新潟交通
  - 大形駅前停留所（北側ロータリー）[8]

### 道路
- 新潟県道290号曽野木一日市線